# Sheppard Air Force Base

i7
i11
i13

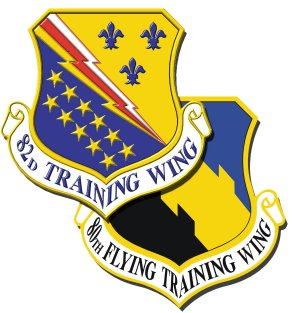
Wappen der beiden Ausbildungsgeschwader

Die Sheppard Air Force Base (kurz: Sheppard AFB, IATA-Code: SPS, ICAO-Code: KSPS) ist ein Militärflugplatz der United States Air Force bei Wichita Falls im Norden von Texas. Der zivile Teil bildet den Wichita Falls Municipal Airport.

## Einheiten und Verbände
Auf der Sheppard AFB befinden sich zwei Ausbildungsverbände des Air Education and Training Command. Das 82d Training Wing bildet technisches Bodenpersonal aus, das 80th Flying Training Wing Piloten. Letzteres ist zugleich die NATO-Flugschule des Euro-NATO Joint Jet Pilot Training (ENJJPT) Program. Das ENJJPT-Geschwader ist ein im Oktober 1981 aufgestellter multinationaler Verband, in dem angehende Kampfflugzeugpiloten, anfangs aus Dänemark, Deutschland (nutzt Sheppard bereits seit 1965), Italien, den Niederlanden, Norwegen, der Türkei und den USA, auf Flugzeugen vom Typ T-6 und T-38 ausgebildet wurden. Zuletzt nutzen seit 2019 auch erstmals Belgien und das Vereinigte Königreich die Einrichtung. Insgesamt 14 Nationen lassen hier ausbilden. Wegen des großen deutschen Anteils am Geschwader ist der Kommandeur der fliegenden Gruppe (80th Operations Group) in der Regel ein deutscher Stabsoffizier.
Seit 1. April 2019 ist hier auch das Taktische Ausbildungskommando der Luftwaffe stationiert.

## Geschichte
Das 1,2 km² große Gelände für den im Oktober 1941 als Sheppard Field eröffneten Flugplatz erwarb das United States Army Air Corps für einen US-Dollar von einem ortsansässigen Farmer. Der Stützpunkt wurde nach dem im April 1941 verstorbenen Vorsitzenden des Committee on Military Affairs beim US-Senat, John Morris Sheppard benannt. Nach dem Zweiten Weltkrieg nutzten zunächst das United States Army Corps of Engineers zusammen mit der Air National Guard den Flugplatz, bevor er 1948 in die Verantwortung der 1947 neu gegründeten United States Air Force übergeben wurde.
Bereits kurz nach dem Zweiten Weltkrieg wurden auf der Sheppard AFB verschiedene Ausbildungsverbände stationiert, die seit dem Koreakrieg auch ausländische Soldaten ausbildeten, darunter seit 1961 auch Piloten der Luftwaffe der Bundeswehr.
Die Städte Wichita Falls und Fürstenfeldbruck unterhalten seit 1985 eine Städtepartnerschaft, die maßgeblich auf Grund der Gemeinsamkeiten bei der fliegerischen Ausbildung zustande gekommen ist.